# Bemidji State Beavers
Bemidji State Beavers är en idrottsförening tillhörande Bemidji State University och har som uppgift att ansvara för universitetets idrottsutövning.

## Idrotter
Beavers deltager i följande idrotter:
| Herrar - Amerikansk fotboll - Baseboll - Basket - Golf - Ishockey | Damer - Basket - Fotboll - Friidrott - Golf - Ishockey - Softboll - Tennis - Terränglöpning - Volleyboll |

## Idrottsutövare

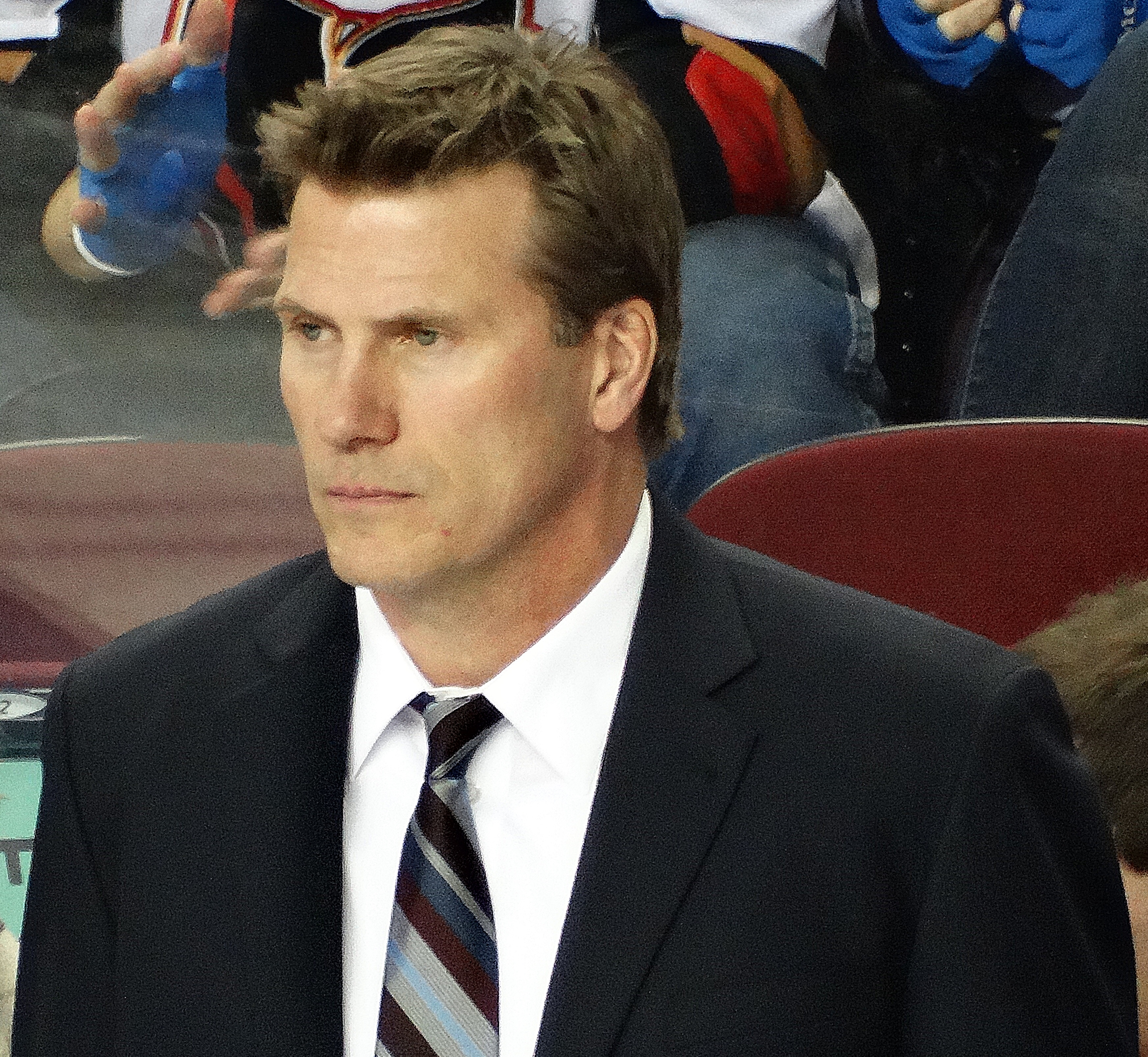
Joel Otto.

| Ishockey - Brad Hunt - Jim McElmury - Andrew Murray | - Joel Otto - Matt Read - Owen Sillinger - Zach Whitecloud |